# San Isidro (El Oro)
San Isidro ist eine Ortschaft und eine Parroquia rural („ländliches Kirchspiel“) im Kanton Las Lajas der ecuadorianischen Provinz El Oro. Die Parroquia besitzt eine Fläche von 29,4 km². Die Einwohnerzahl lag im Jahr 2010 bei 599. Die Parroquia El Paraíso wurde am 30. Mai 1990 gegründet (Registro Oficial N° 900).

## Lage
Die Parroquia San Isidro liegt in den westlichen Ausläufern der Anden im Südwesten von Ecuador. Das Gebiet liegt etwa 20 km von der peruanischen Grenze entfernt. Die Parroquia umfasst das Quellgebiet der Quebrada Las Lajas. Diese entwässert das Areal in südwestlicher Richtung. Entlang der östlichen Verwaltungsgrenze verläuft der 1200 m hohe Bergkamm der Cordillera de Tahuin. Von San Isidro führt eine Nebenstraße über El Paraíso zum Kantonshauptort und zur Fernstraße E25 (Arenillas–Alamor).
Die Parroquia San Isidro grenzt im Osten und im Südosten an die Parroquias El Ingenio und Marcabelí (beide im Kanton Marcabelí), im Südwesten an die Parroquia El Paraíso, im Nordwesten an die Parroquia Palmales (Kanton Arenillas) sowie im Norden an das Municipio von Arenillas (ebenfalls im Kanton Arenillas).

## Orte und Siedlungen
Neben dem Hauptort San Isidro gibt es in der Parroquia noch folgende Comunidades: El Encanto und San Luis.